# Leichtathletik-Europameisterschaften 2018/3000 m Hindernis der Frauen

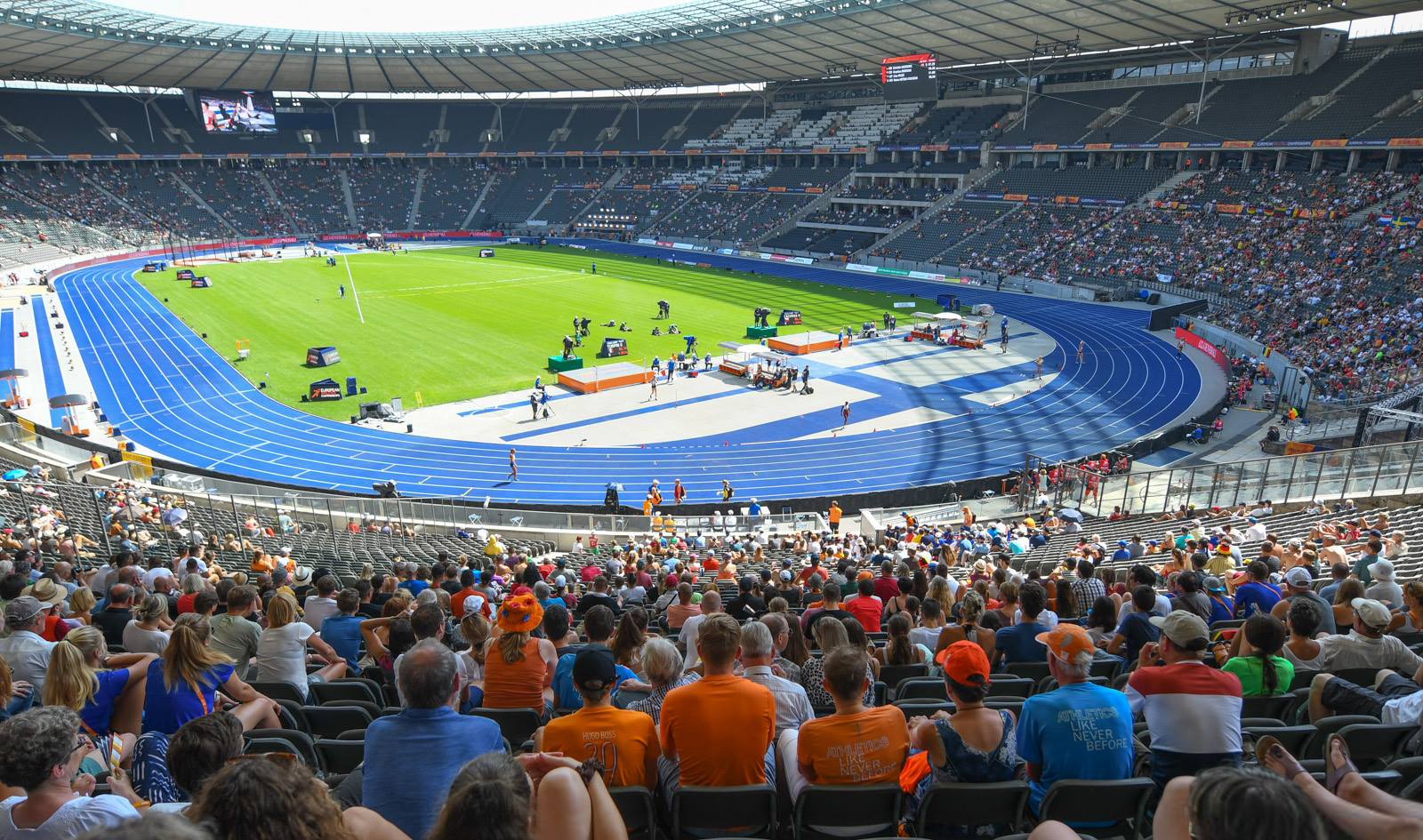
Das Berliner Olympiastadion am 9. August 2018

Der 3000-Meter-Hindernislauf der Frauen bei den Leichtathletik-Europameisterschaften 2018 fand am 10. und 12. August im Olympiastadion in der deutschen Hauptstadt Berlin statt.
Europameisterin wurde die Deutsche Gesa Felicitas Krause. Die Schweizerin Fabienne Schlumpf gewann die Silbermedaille. Bronze ging an die Norwegerin Karoline Bjerkeli Grøvdal.

## Rekorde

### Bestehende Rekorde
| Weltrekord           | 8:44,32 min | Beatrice Chepkoech | Monaco                         | 20. Juli 2018   |
| Europarekord         | 8:58,81 min | Gulnara Galkina    | OS Peking, Volksrepublik China | 17. August 2008 |
| Meisterschaftsrekord | 9:17,57 min | Julija Saripowa    | EM Barcelona, Spanien          | 30. Juli 2010   |

Der bestehende EM-Rekord wurde bei diesen Europameisterschaften nicht erreicht. Die schnellste Zeit erzielte die deutsche Europameisterin Gesa Felicitas Krause im Finale mit 9:19,80 min, womit sie 2,63 s über dem Rekord blieb. Zum Europarekord fehlten ihr 20,99 s, zum Weltrekord 35,48 s.

### Rekordverbesserungen
Es wurden vier neue Landesrekorde aufgestellt:
- 9:34,28 min – Maruša Mišmaš (Slowenien), zweiter Vorlauf am 10. August
- 9:36,13 min – Adva Cohen (Israel), zweiter Vorlauf am 10. August
- 9:29,74 min – Adva Cohen (Israel), Finale am 12. August
- 9:31,66 min – Anna Emilie Møller (Dänemark), Finale am 12. August

## Legende
Kurze Übersicht zur Bedeutung der Symbolik – so üblicherweise auch in sonstigen Veröffentlichungen verwendet:
| NR | Nationaler Rekord              |
| PB | Persönliche Bestleistung       |
| SB | Persönliche Jahresbestleistung |

## Vorläufe
Aus den beiden Vorläufen qualifizierten sich die jeweils fünf Ersten jedes Laufes – hellblau unterlegt – und zusätzlich die fünf Zeitschnellsten – hellgrün unterlegt –  für das Finale.

### Lauf 1

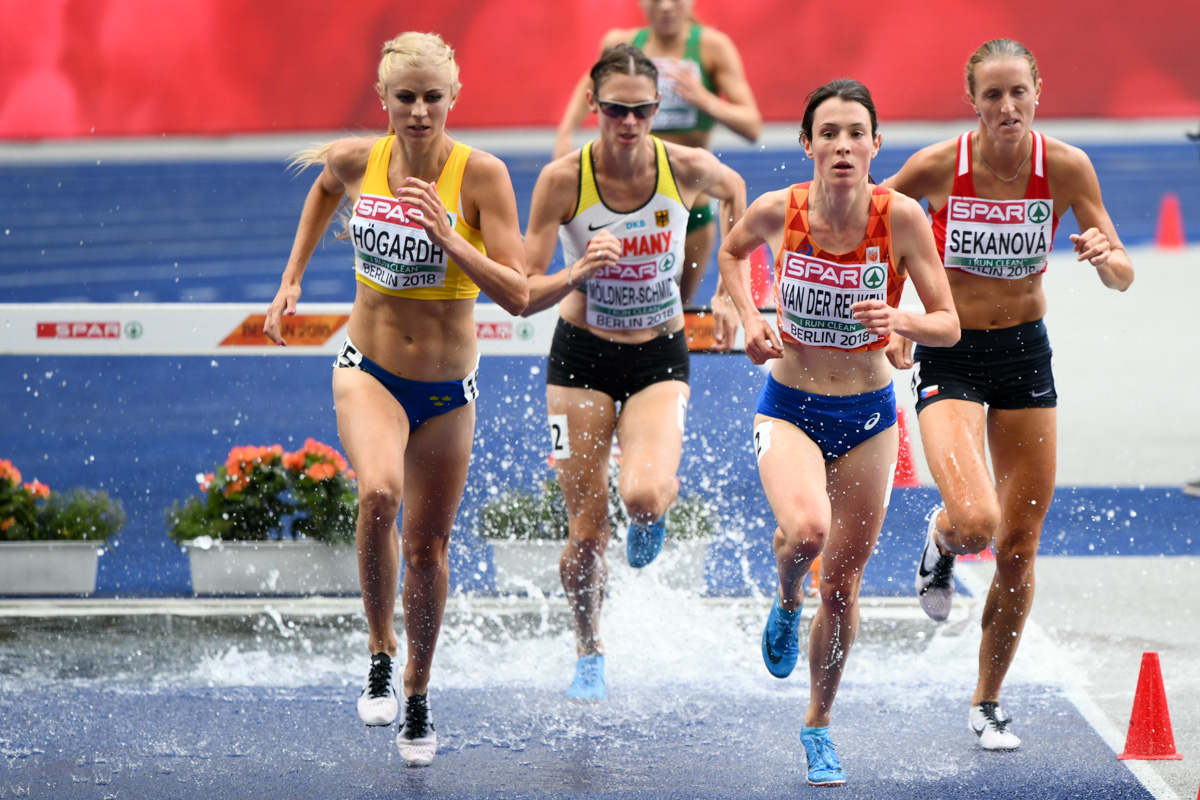
Erster Vorlauf (v. l. n. r.): Caroline Högardh (15., ausgeschieden) / Antje Möldner-Schmidt (14., ausgeschieden) / Irene van der Reijken (16., ausgeschieden) / Lucie Sekanová (12., ausgeschieden)

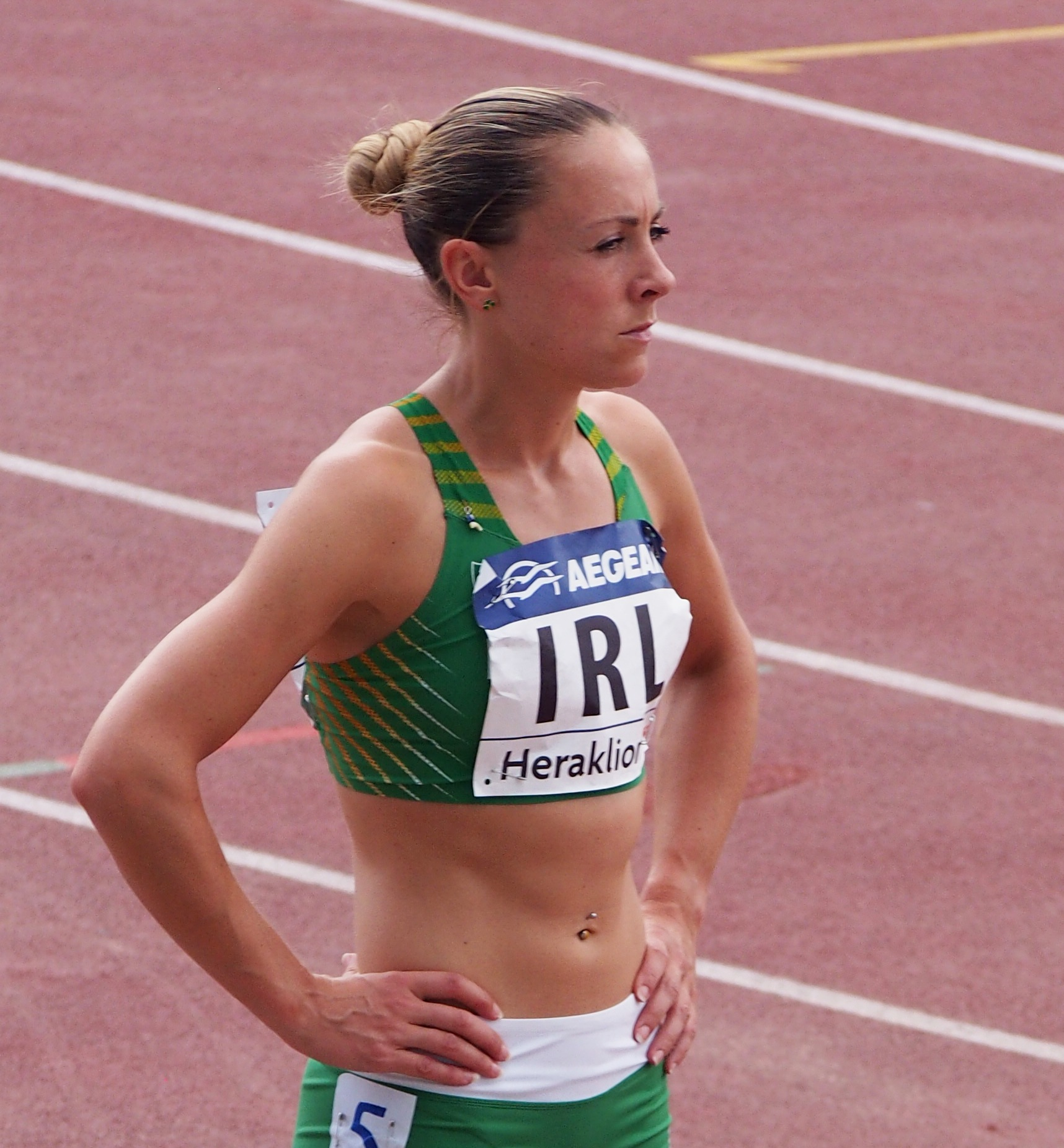
Als Siebzehnte des ersten Vorlaufs schied Kerry O’Flaherty aus

10. August 2018, 12:25 Uhr MESZ
| Platz | Athletin                  | Land        | Zeit (min)  |
| ----- | ------------------------- | ----------- | ----------- |
| 1     | Karoline Bjerkeli Grøvdal | Norwegen    | 09:34,23    |
| 2     | Anna Emilie Møller        | Dänemark    | 09:34,46 SB |
| 3     | Ophélie Claude-Boxberger  | Frankreich  | 09:34,50    |
| 4     | Elena Burkard             | Deutschland | 09:34,63    |
| 5     | Irene Sánchez-Escribano   | Spanien     | 09:34,69 PB |
| 6     | Natalija Strebkowa        | Ukraine     | 09:37,28 PB |
| 7     | Viktória Gyürkés          | Ungarn      | 09:38,56    |
| 8     | Martina Merlo             | Italien     | 09:41,05 PB |
| 9     | Alicja Konieczek          | Polen       | 09:41,16 PB |
| 10    | Chiara Scherrer           | Schweiz     | 09:47,46    |
| 11    | Swjatlana Kudselitsch     | Belarus     | 09:47,89 SB |
| 12    | Lucie Sekanová            | Tschechien  | 09:50,38 SB |
| 13    | Özlem Kaya                | Türkei      | 09:50,80    |
| 14    | Antje Möldner-Schmidt     | Deutschland | 09:52,79    |
| 15    | Caroline Högardh          | Schweden    | 09:55,61    |
| 16    | Irene van der Reijken     | Niederlande | 09:57,10    |
| 17    | Kerry O’Flaherty          | Irland      | 10:09,81    |

### Lauf 2

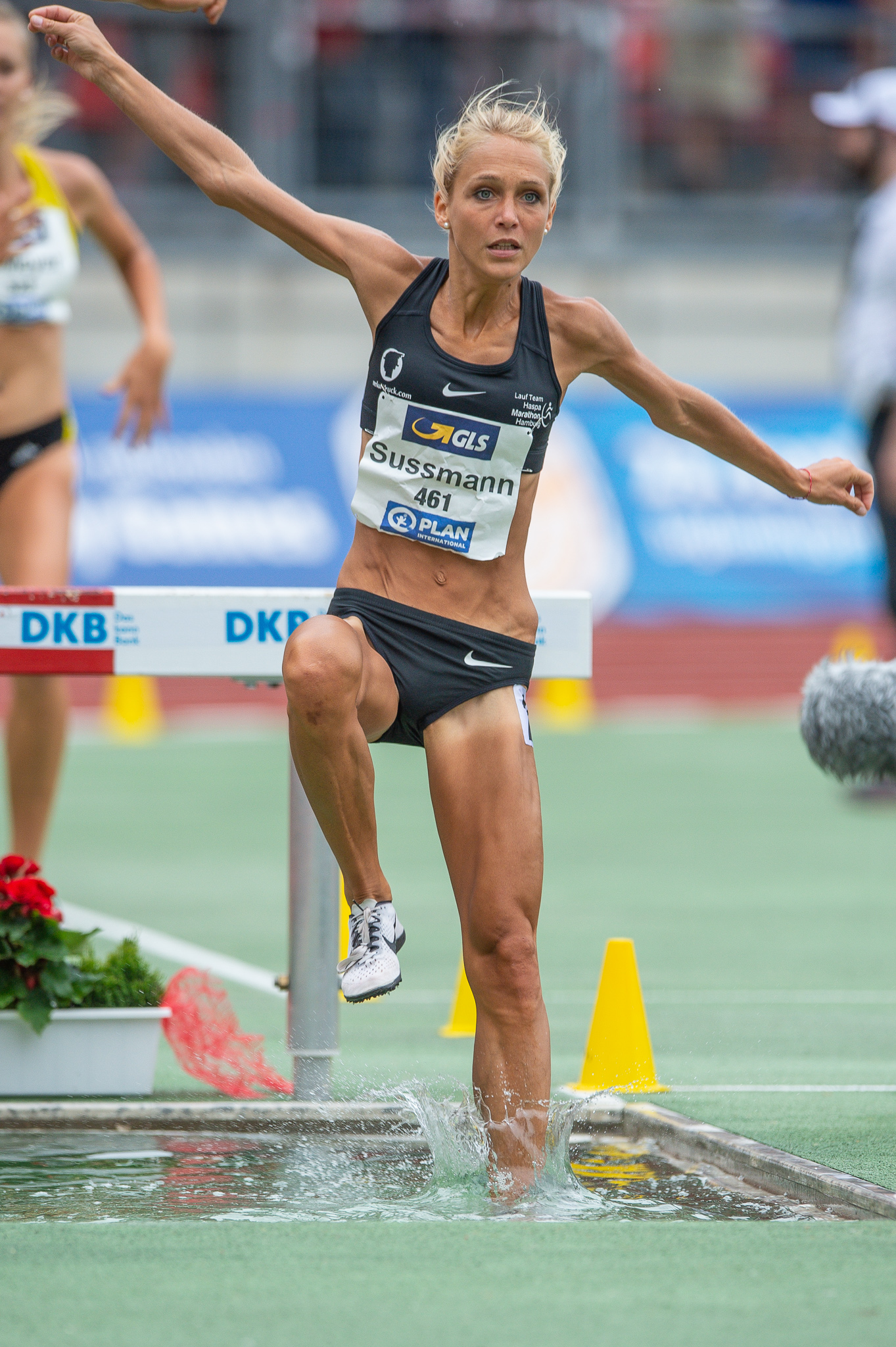
Platz neun im zweiten Vorlauf reichte Jana Sussmann nicht für die Finalteilnahme

10. August 2018, 12:41 Uhr MESZ
| Platz | Athletin              | Land           | Zeit (min)  |
| ----- | --------------------- | -------------- | ----------- |
| 1     | Fabienne Schlumpf     | Schweiz        | 09:32,32 SB |
| 2     | Luiza Gega            | Albanien       | 09:33,11    |
| 3     | Gesa Felicitas Krause | Deutschland    | 09:33,51 SB |
| 4     | Rosie Clarke          | Großbritannien | 09:33,78    |
| 5     | Isabel Mattuzzi       | Italien        | 09:34,02 PB |
| 6     | Maruša Mišmaš         | Slowenien      | 09:34,28 NR |
| 7     | Adva Cohen            | Israel         | 09:36,13 NR |
| 8     | Emma Oudiou           | Frankreich     | 09:36,15 PB |
| 9     | Jana Sussmann         | Deutschland    | 09:41,18    |
| 10    | Janica Rauma          | Finnland       | 09:41,70 PB |
| 11    | María José Pérez      | Spanien        | 09:44,72    |
| 12    | Francesca Bertoni     | Italien        | 09:47,75    |
| 13    | Matylda Kowal         | Polen          | 09:49,27    |
| 14    | Zita Kácser           | Ungarn         | 09:53,36 SB |
| 15    | Katarzyna Kowalska    | Polen          | 09:54,83    |
| 16    | Michelle Finn         | Irland         | 10:10,93    |

## Finale
12. August 2018, 20:55 Uhr MESZ
| Platz | Athletin                  | Land           | Zeit (min) |
| ----- | ------------------------- | -------------- | ---------- |
|       | Gesa Felicitas Krause     | Deutschland    | 9:19,80 SB |
|       | Fabienne Schlumpf         | Schweiz        | 9:22,29 SB |
|       | Karoline Bjerkeli Grøvdal | Norwegen       | 9:24,46    |
| 4     | Luiza Gega                | Albanien       | 9:24,78    |
| 5     | Adva Cohen                | Israel         | 9:29,74 NR |
| 6     | Elena Burkard             | Deutschland    | 9:29,76 PB |
| 7     | Anna Emilie Møller        | Dänemark       | 9:31,66 NR |
| 8     | Irene Sánchez-Escribano   | Spanien        | 9:31,84 PB |
| 9     | Ophélie Claude-Boxberger  | Frankreich     | 9:31,84 PB |
| 10    | Rosie Clarke              | Großbritannien | 9:32,15    |
| 11    | Maruša Mišmaš             | Slowenien      | 9:34,50    |
| 12    | Natalija Strebkowa        | Ukraine        | 9:40,03    |
| 13    | Viktória Gyürkés          | Ungarn         | 9:40,41    |
| 14    | Emma Oudiou               | Frankreich     | 9:43,26    |
| 15    | Isabel Mattuzzi           | Italien        | 9:43,90    |

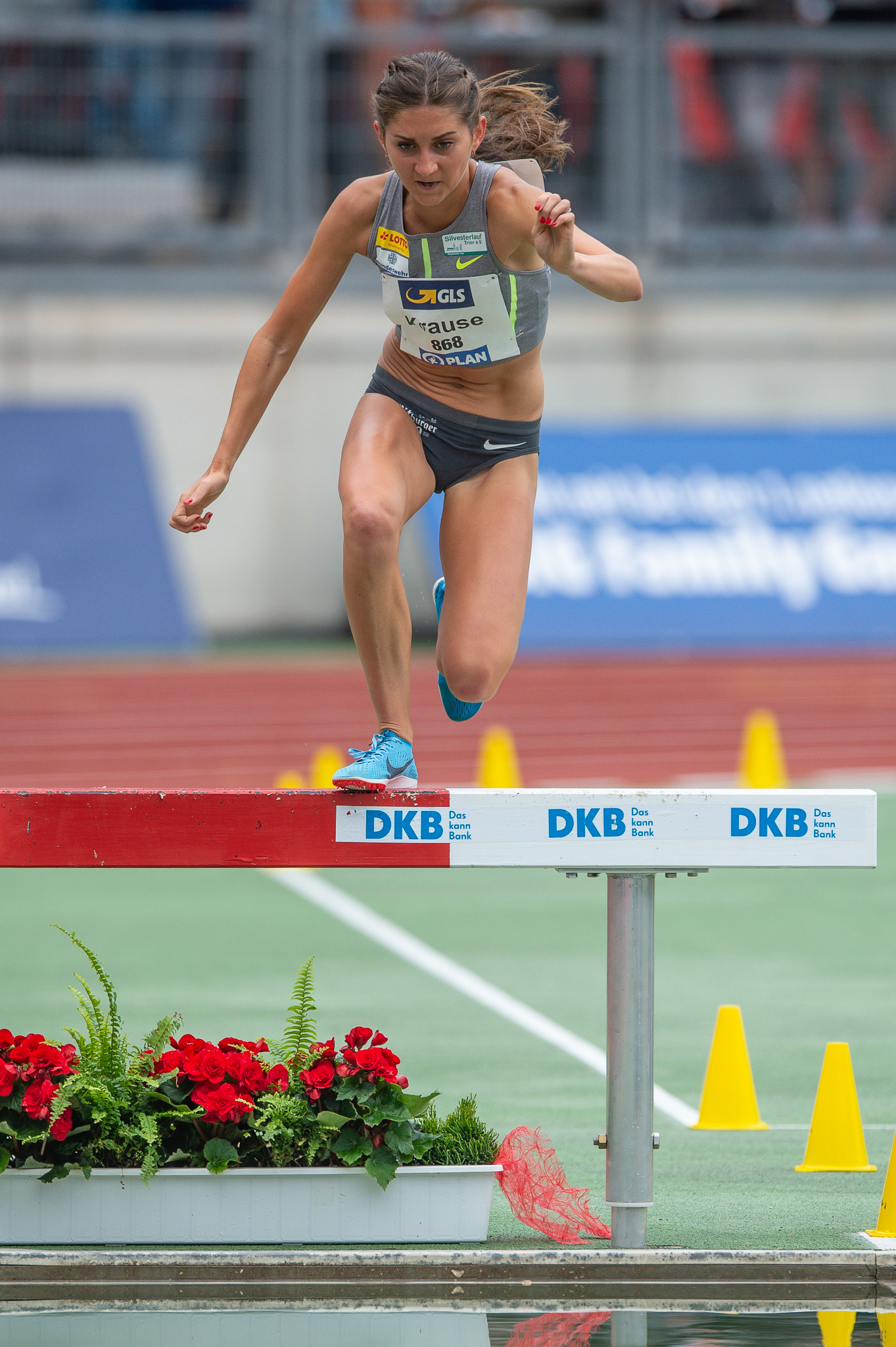
Europameisterin Gesa Felicitas Krause

Die einzige Europäerin, die in den letzten Jahren als Weltklasseläuferin den Afrikanerinnen und US-Amerikanerinnen hatte Paroli bieten können, war die Deutsche Gesa Felicitas Krause, unter anderem WM-Dritte von 2015 und Europameisterin von 2016. Allerdings hatte Krause einige Probleme, in dieser Saison ihre Leistungsstärke abzurufen. Nach guten Resultaten wurde die Schweizerin Fabienne Schlumpf als eine der schärfsten Konkurrentinnen gesehen. Weitere Medaillenkandidatinnen waren die albanische Vizeeuropameisterin von 2016 Luiza Gega und die türkische EM-Dritte von 2016 Özlem Kaya, die jedoch bereits im Vorlauf ausgeschieden war.
Zu Anfang setzte sich die Slowenin Maruša Mišmaš – im Vorlauf mit Landesrekord – an die Spitze des Feldes, wurde dort jedoch bald von Schlumpf abgelöst. Die Schweizerin legte ein zügiges Tempo vor. Den ersten Kilometer legte sie in 3:05,79 min zurück. Im weiteren Verlauf blieb Schlumpf vorne, und obwohl es etwas langsamer wurde – zweiter Kilometer: 3:09,53 min – taten sich nach und nach deutliche Lücken im Feld der Läuferinnen auf. Zwei Runden vor Schluss lag die Schweizerin weiter vorn, drei Meter hinter ihr hatte sich eine Dreier-Verfolgergruppe mit Krause, der Norwegerin Karoline Bjerkeli Grøvdal und Gega gebildet. In der vorletzten Runde schloss Krause zu Schlumpf auf, mit wenigen Metern Abstand folgte die Norwegerin weiterhin als Dritte. Auch zwischen ihr und der viertplatzierten Gega entstand nun eine kleine Lücke.
So ging es auch in die letzte Runde. Die weiteren Verfolgerinnen ab Rang fünf hatten mit dem Ausgang des Rennens nichts mehr zu tun, deren Rückstand auf Gega betrug circa zwanzig Meter. Bei der letzten Überquerung des Wassergrabens griff Krause an. Mit einer deutlichen Tempoverschärfung zog sie an Schlumpf vorbei und lief schnell einen immer größer werdenden Vorsprung heraus. Im Ziel verteidigte Gesa Felicitas Krause ihren Titel und wurde zum zweiten Mal Europameisterin. Die Reihenfolge hinter ihr änderte sich nicht mehr. Fabienne Schlumpf gewann die Silbermedaille vor Karoline Bjerkeli Grøvdal und Luiza Gega. Fünfte wurde die Israelin Adva Cohen, die ihren im Vorlauf aufgestellten Landesrekord noch einmal steigerte. Die Deutsche Elena Burkard kam auf den sechsten Platz. Die dänische Siebte Anna Emilie Møller lief ebenfalls neuen Landesrekord. Die Spanierin Irene Sánchez-Escribano belegte Rang acht.

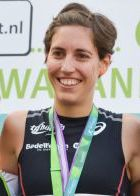
Vizeeuropameisterin Fabienne Schlumpf
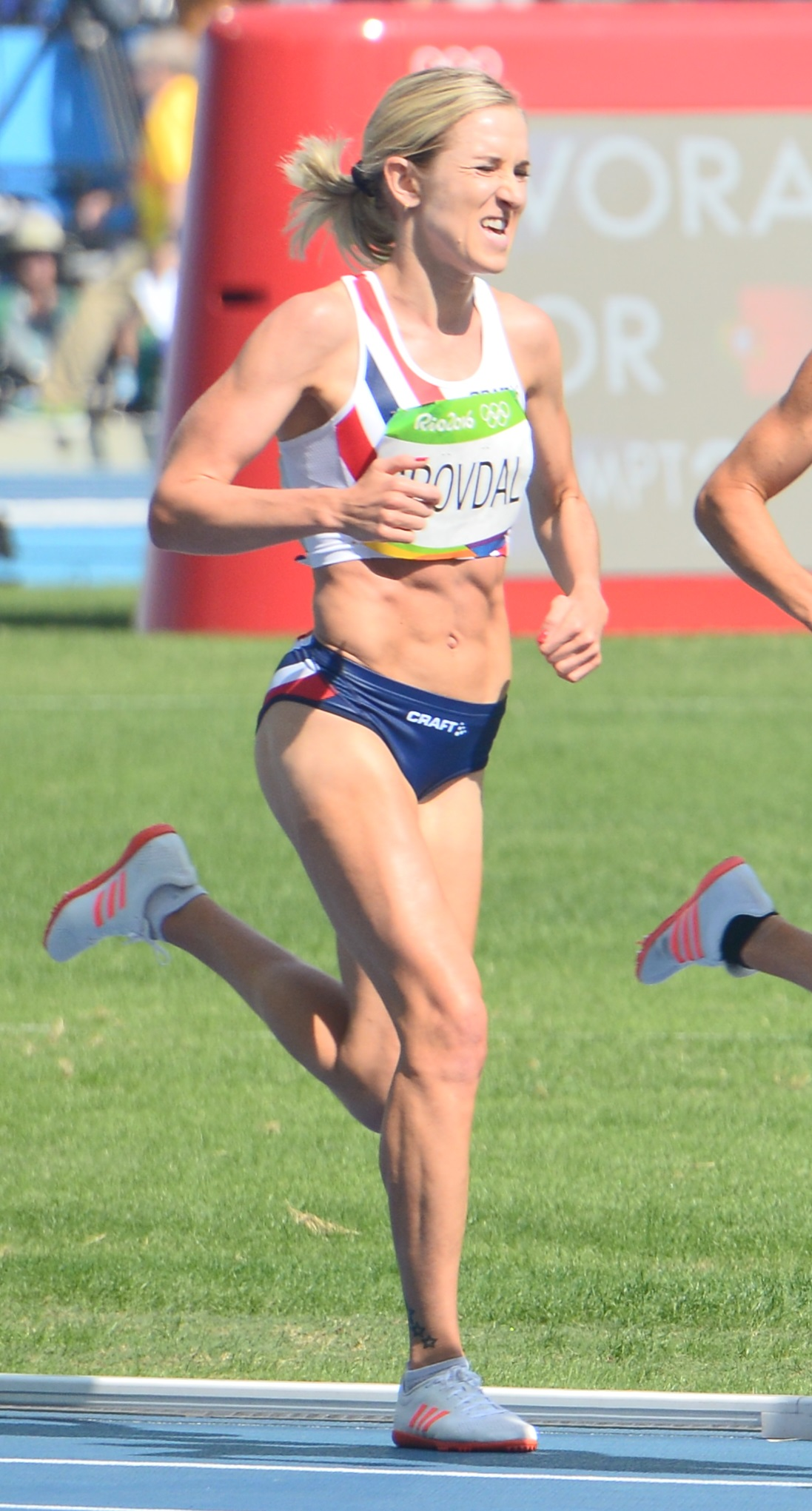
Bronzemedaillengewinnerin Karoline Bjerkeli Grøvdal

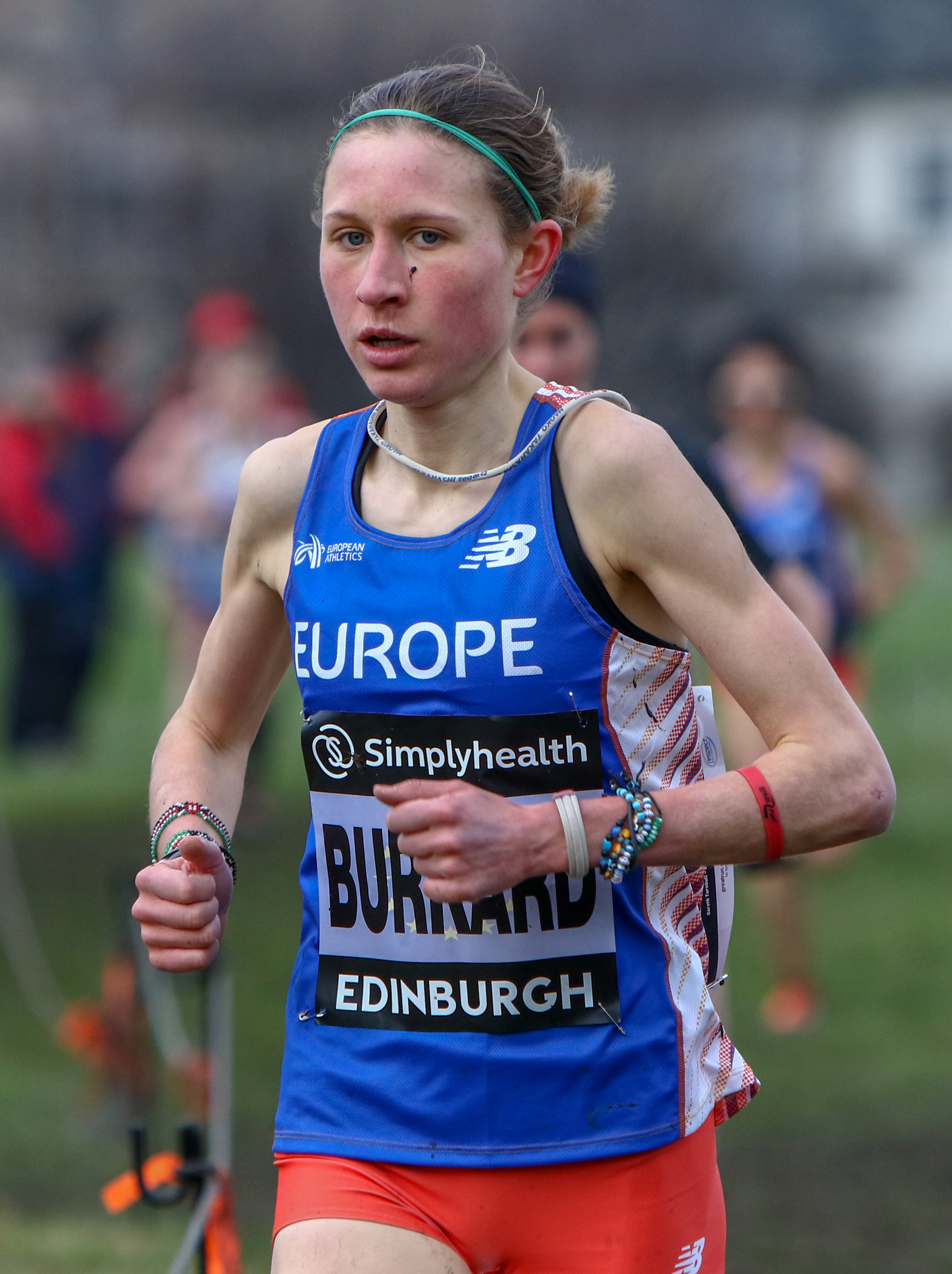
Elena Burkard wurde Sechste
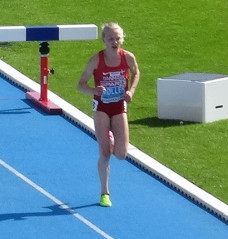
Rang sieben für Anna-Emilie Møller
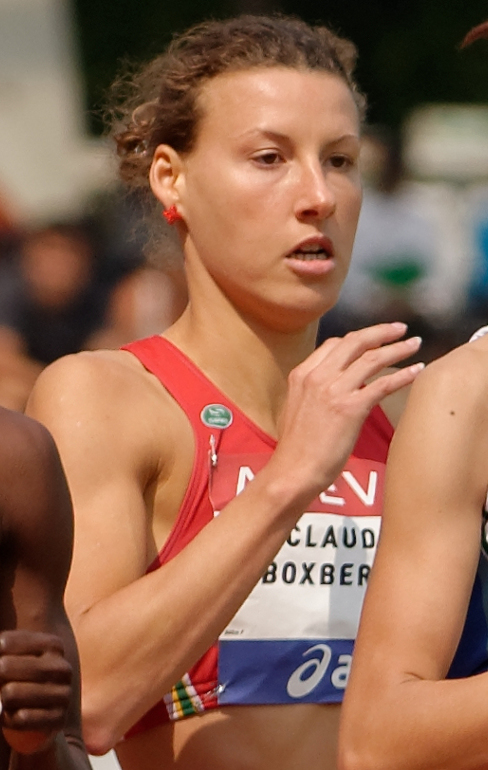
Ophélie Claude-Boxberger kam auf den neunten Platz